# Anna Augustyn (mistyczka)
Anna Augustyn, z domu Bochenek (ur. 22 maja 1915 w Ołpinach, zm. 10 kwietnia 1980 tamże) – polska mistyczka katolicka. Autorka Listów Matki.

## Krótki życiorys
Anna Bochenek pochodziła z wielodzietnej rodziny rolniczej. Ukończyła siedem klas przyklasztornej szkoły podstawowej w Ołpinach, prowadzonej przez zgromadzenie sióstr dominikanek, założone przez Kolumbę Białecką. W osiemnastym roku życia Anna wyszła za mąż za Jana Augustyna (1906–1976). Miała z nim dziewięcioro dzieci. W czasie drugiej wojny światowej przebywała kilka tygodni w więzieniu gestapo w Jaśle jako zakładniczka, gdyż jej mąż uciekł w czasie próby aresztowania go przez Niemców. Przyczyną był donos folksdojcza Bronisława Stafina na złamanie przez Jana zakazu handlu.
Gdy w latach pięćdziesiątych i sześćdziesiątych XX wieku dorastające dzieci rozjeżdżały się po Polsce, Anna pisała regularnie listy, których celem było utrzymanie z nimi żywej więzi. Zachowało się nieco ponad pięćdziesiąt listów pisanych głównie do Stanisławy, zamężnej córki, i do Józefy, zakonnicy. Listy pochodzą z lat 1965–1979. Swoje refleksje, pouczenia i uwagi o charakterze duchowym Anna wyraża precyzyjnym językiem; jak sama pisze – uważnie „dobierając słowa”. Przewodnikiem duchowym autorki listów był ks. Jan Ślęzak (1913-1972), proboszcz parafii Ołpiny, wybitny kapłan, który naznaczył głęboko jej życie duchowe. Listy zostały odnalezione w 2015 roku i opublikowane w roku 2017, wraz z komentarzami m.in. kilku teologów: Leon Nieścior OMI, O pocieszeniu Matki; Lucyna Słup, Duchowy portret Matki; ks. Stanisław Urbański, Elementy mistyczne w duchowości Anny Augustyn; Hieronim Fokciński SJ, Powołanie do świętości w życiu świeckim; Robert Janusz SJ, W duchowej szkole Matki; Władysław Kubik SJ, Święta Matka; Józef Augustyn SJ, Życie duchowe w listach Anny; bp Henryk Ciereszko, Elementy rozeznania duchowego w Listach Matki Anny Augustyn.

## ZawartośćListów Matki
Z listów wyłania się obraz kobiety – matki „do głębi zjednoczonej z Bogiem oraz rzetelna i pełna miłości służebna relacja do jej męża i dzieci oraz innych ludzi, zwłaszcza ubogich” (Władysław Kubik SJ). „Nie ulega wątpliwości, że to mistyczne doświadczenie ukształtowało w Annie świętość otwartą na potrzeby bliźnich” (ks. Stanisław Urbański). „Głębokie życie duchowe, sięgające mistycznych wymiarów, które prowadziła Anna Augustyn, znaczyło jej troskę o dzieci, o to, by podobnie szły tą samą drogą, co ona; jej osobiste świadectwo życia wiarą, miłością do Boga i ludzi; (...) jej autentyczna pobożność, otwierająca na dary i łaski Boże – całe to osobiste doświadczenie duchowe nie mogło nie ujawnić się” w jej osobistych listach pisanych do dzieci (bp Henryk Ciereszko). „Listy Matki można porównać do ścisłej matematycznej algebry opisującej fundamentalne prawa życia, gdzie minimum formy i prostota symboli obfitują bogactwem relacji wznoszących się od prozy codziennych zdarzeń w wiejskiej rodzinie na wyżyny macierzyńskiej ofiarności, by odnaleźć w końcu upragniony pokój w Bogu” (Robert Janusz SJ). Czytelnik „oddając się lekturze listów odczuwa płynące z nich przesłanie nadziei i pociechy” (Leon Nieścior OMI).